# سفولة آل باجابر (حريضة)

تعديل مصدري - تعديل

سفولة آل باجابر هي إحدى قرى عزلة حريضة بمديرية حريضة التابعة لمحافظة حضرموت، بلغ تعداد سكانها 98 نسمة حسب تعداد اليمن لعام 2004.